# Pont sur la Juine (Méréville)
Le pont sur la Juine aussi appelé pont du moulin est un pont destiné au franchissement de la Juine, dans le département de l'Essonne en Île-de-France.

## Localisation
Le pont sur la Juine est situé sur la commune de Méréville, avenue de la Gare.

## Histoire
Le pont est construit au XVIIe siècle. 
L'édifice fait l'objet d'un classement comme monument historique depuis le 13 juillet 1979.